# Llista de seleccions del Campionat d'Europa de Futbol sub-21 de la UEFA 2002
Seleccions del Campionat d'Europa de Futbol sub-21 de la UEFA 2002.

## Grup A

### Anglaterra
Seleccionador:  David Platt
| Dorsal | Posició     | Jugador           | Data de naixement/edat | Partits | Gols | Club                   |
| ------ | ----------- | ----------------- | ---------------------- | ------- | ---- | ---------------------- |
| 1      | Porter      | Paul Robinson     | 15 d'octubre 1979      |         |      | Leeds United           |
| 2      | Defensa     | Luke Young        | 19 de juliol 1979      |         |      | Charlton Athletic      |
| 3      | Defensa     | Paul Konchesky    | 15 de maig 1981        |         |      | Charlton Athletic      |
| 4      | Migcampista | Sean Davis        | 20 de setembre 1979    |         |      | Fulham                 |
| 5      | Defensa     | Martin Taylor     | 9 de novembre 1979     |         |      | Blackburn Rovers       |
| 6      | Migcampista | Gareth Barry      | 23 de febrer 1981      |         |      | Aston Villa            |
| 7      | Migcampista | David Dunn        | 27 de desembre 1979    |         |      | Blackburn Rovers       |
| 8      | Migcampista | Jonathan Greening | 2 de gener 1979        |         |      | Middlesbrough          |
| 9      | Davanter    | Malcolm Christie  | 11 d'abril 1979        |         |      | Derby County           |
| 10     | Davanter    | Jermain Defoe     | 7 d'octubre 1982       |         |      | West Ham United        |
| 11     | Migcampista | Jermaine Pennant  | 15 de gener 1983       |         |      | Arsenal                |
| 12     | Defensa     | Chris Riggott     | 1 de setembre 1980     |         |      | Derby County           |
| 13     | Porter      | Stuart Taylor     | 28 de novembre 1980    |         |      | Arsenal                |
| 14     | Migcampista | David Prutton     | 12 de setembre 1981    |         |      | Nottingham Forest      |
| 15     | Migcampista | Jermaine Jenas    | 18 de febrer 1983      |         |      | Newcastle United       |
| 16     | Migcampista | Scott Parker      | 13 d'octubre 1980      |         |      | Charlton Athletic      |
| 17     | Davanter    | Alan Smith        | 28 d'octubre 1980      |         |      | Leeds United           |
| 18     | Defensa     | Zat Knight        | 2 de maig 1980         |         |      | Fulham                 |
| 19     | Davanter    | Peter Crouch      | 30 de gener 1981       |         |      | Portsmouth             |
| 20     | Davanter    | Bobby Zamora      | 16 de gener 1981       |         |      | Brighton & Hove Albion |
| 21     | Davanter    | Shola Ameobi      | 12 d'octubre 1981      |         |      | Newcastle United       |
| 22     | Porter      | Stephen Bywater   | 7 de juny 1981         |         |      | Cardiff City           |

### Itàlia
Seleccionador:  Claudio Gentile
| Dorsal | Posició     | Jugador                | Data de naixement/edat | Partits | Gols | Club           |
| ------ | ----------- | ---------------------- | ---------------------- | ------- | ---- | -------------- |
| 1      | Porter      | Generoso Rossi         | 3 de gener 1979        | 12      |      | Venezia        |
| 2      | Migcampista | Daniele Bonera         | 31 de maig 1981        | 11      |      | Brescia        |
| 3      | Defensa     | Giampaolo Bellini      | 27 de març 1980        | 12      |      | Atalanta       |
| 4      | Defensa     | Matteo Ferrari         | 5 de desembre 1979     | 23      |      | Internazionale |
| 5      | Defensa     | Paolo Cannavaro        | 26 de juny 1981        | 3       |      | Parma          |
| 6      | Migcampista | Massimo Donati         | 26 de març 1981        | 13      |      | Milan          |
| 7      | Migcampista | Marco Marchionni       | 22 de juliol 1980      | 14      |      | Parma          |
| 8      | Migcampista | Matteo Brighi          | 14 de febrer 1981      | 10      |      | Juventus       |
| 9      | Davanter    | Massimo Maccarone      | 6 de setembre 1979     | 11      |      | Empoli         |
| 10     | Migcampista | Andrea Pirlo           | 19 de maig 1979        | 36      |      | Milan          |
| 11     | Davanter    | Emiliano Bonazzoli     | 20 de gener 1979       | 14      |      | Parma          |
| 12     | Porter      | Vitangelo Spadavecchia | 25 de novembre 1982    | 0       |      | Bari           |
| 13     | Defensa     | Paolo Castellini       | 25 de març 1979        | 8       |      | Torino         |
| 14     | Defensa     | Dario Dainelli         | 9 de juny 1979         | 1       |      | Brescia        |
| 15     | Defensa     | Stefano Lucchini       | 2 d'octubre 1980       | 10      |      | Ternana        |
| 16     | Defensa     | Cesare Natali          | 5 d'abril 1979         | 0       |      | Atalanta       |
| 17     | Migcampista | Manuele Blasi          | 17 d'agost 1980        | 2       |      | Perugia        |
| 18     | Migcampista | Fabio Gatti            | 4 de gener 1982        | 3       |      | Perugia        |
| 19     | Migcampista | Giampiero Pinzi        | 11 de març 1981        | 2       |      | Udinese        |
| 21     | Davanter    | Vincenzo Iaquinta      | 21 de novembre 1979    | 8       |      | Udinese        |
| 22     | Porter      | Ivan Pelizzoli         | 18 de novembre 1980    | 7       |      | Roma           |
| 24     | Davanter    | Andrea Caracciolo      | 18 de setembre 1981    | 0       |      | Brescia        |

### Portugal
Seleccionador: Agostinho Vieira de Oliveira
| Dorsal | Posició     | Jugador                     | Data de naixement/edat | Partits | Gols | Club               |
| ------ | ----------- | --------------------------- | ---------------------- | ------- | ---- | ------------------ |
| 1      | Porter      | Sérgio Leite                |                        |         |      |                    |
| 2      | Defensa     | Briguel                     | 8 de març, 1979        |         |      | CS Marítimo        |
| 3      |             | Vasco Manuel Vilhena Faisca |                        |         |      |                    |
| 4      | Defensa     | Tonel                       | 13 d'abril, 1980       |         |      | Académica          |
| 5      | Defensa     | Jorge Ribeiro               | 9 de novembre, 1981    |         |      | SL Benfica         |
| 6      |             | Ednilson                    |                        |         |      |                    |
| 7      |             | Cândido Costa               |                        |         |      |                    |
| 8      | Migcampista | Hugo Viana                  | 15 de gener, 1983      |         |      | Sporting           |
| 9      | Davanter    | Hélder Postiga              | 2 d'agost, 1982        |         |      | FC Porto           |
| 10     |             | Paulo Costa                 |                        |         |      |                    |
| 11     | Davanter    | Filipe Teixeira             | 2 d'octubre, 1980      |         |      | FC Istres          |
| 12     | Porter      | Márcio Santos               | 5 de maig, 1979        |         |      | Académica          |
| 13     | Defensa     | Bruno Alves                 | 27 de novembre 1981    |         |      | SC Farense         |
| 14     |             | Alhandra                    |                        |         |      |                    |
| 15     | Davanter    | Ariza Makukula              | 4 de març, 1981        |         |      | Nantes             |
| 16     | Migcampista | Tiago                       | 2 de maig, 1981        |         |      | SC Braga           |
| 17     | Migcampista | Pedro Mendes                | 26 de febrer, 1979     |         |      | Vitória SC         |
| 18     | Davanter    | António Semedo              | 1 de juny, 1979        |         |      | Estrela da Amadora |
| 19     | Migcampista | Neca                        | 31 de desembre, 1979   |         |      | Belenenses         |
| 20     | Defensa     | Miguel                      | 4 de gener, 1980       |         |      | SL Benfica         |
| 21     | Defensa     | Paulo Ferreira              | 18 de gener, 1979      |         |      | Vitória FC         |
| 22     | Porter      | Ivo                         |                        |         |      |                    |

### Suïssa
Seleccionador: Bernard Challandes
| Dorsal | Posició     | Jugador            | Data de naixement/edat | Partits | Gols | Club             |
| ------ | ----------- | ------------------ | ---------------------- | ------- | ---- | ---------------- |
| 1      | Porter      | Nicolas Beney      |                        |         |      |                  |
| 2      | Defensa     | Rémo Meyer         | 12 de novembre, 1980   |         |      | Lausanne Sports  |
| 3      | Defensa     | Ludovic Magnin     | 20 d'abril, 1979       |         |      | AC Lugano        |
| 4      | Defensa     | Stéphane Grichting | 30 de març, 1979       |         |      | FC Sion          |
| 5      |             | Stephan Keller     | 31 de maig, 1979       |         |      | FC Zürich        |
| 6      |             | Roman Friedli      |                        |         |      |                  |
| 7      |             | Elvir Melunovic    |                        |         |      |                  |
| 8      |             | Reto Zanni         |                        |         |      |                  |
| 9      | Davanter    | Daniel Gygax       | 28 d'agost, 1981       |         |      | FC Aarau         |
| 10     | Migcampista | Ricardo Cabanas    | 17 de gener, 1979      |         |      | Grasshoppers     |
| 11     | Davanter    | Alexander Frei     | 15 de juliol, 1979     |         |      | Servette FC      |
| 12     | Porter      | Thierry Bally      |                        |         |      |                  |
| 13     | Defensa     | Mario Eggimann     | 24 de gener, 1981      |         |      | FC Aarau         |
| 14     | Defensa     | Luca Denicola      | 17 d'abril, 1981       |         |      | Grasshoppers     |
| 15     | Defensa     | Alain Rochat       | 1 de febrer, 1983      |         |      | Yverdon Sport FC |
| 16     |             | Pascal Oppliger    |                        |         |      |                  |
| 17     |             | Ivan Previtali     |                        |         |      |                  |
| 18     |             | Mario Raimondi     |                        |         |      |                  |
| 19     |             | Johann Berisha     |                        |         |      |                  |
| 20     | Davanter    | Rainer Bieli       | 22 de febrer, 1979     |         |      | FC St Gallen     |
| 21     | Davanter    | André Muff         | 28 de gener, 1981      |         |      | FC Lucerne       |
| 22     | Porter      | Reto Bolli         | 2 de març, 1979        |         |      | FC Schaffhausen  |

## Grup B

### Bèlgica
Seleccionador: Jean-François De Sart
| Dorsal | Posició     | Jugador              | Data de naixement/edat | Partits | Gols | Club        |
| ------ | ----------- | -------------------- | ---------------------- | ------- | ---- | ----------- |
| 1      | Porter      | Jean-Francois Gillet |                        |         |      |             |
| 2      |             | Wouter Vrancken      |                        |         |      |             |
| 3      |             | Jonas De Roeck       |                        |         |      |             |
| 4      |             | Birger Maertens      |                        |         |      |             |
| 5      | Defensa     | Vincent Lachambre    | 6 de novembre, 1980    |         |      | Roda JC     |
| 6      |             | Sven Vandenbroeck    |                        |         |      |             |
| 7      |             | Davy Theunis         |                        |         |      |             |
| 8      | Migcampista | Kevin Van Dessel     | 9 d'abril, 1979        |         |      | Roda JC     |
| 9      |             | Bjorn De Wilde       |                        |         |      |             |
| 10     |             | Tom Soetaers         |                        |         |      |             |
| 11     |             | Christophe Grégoire  |                        |         |      |             |
| 12     | Porter      | Olivier Renard       |                        |         |      |             |
| 13     |             | Stefan Teelen        |                        |         |      |             |
| 14     | Defensa     | Önder Turacı         | 14 de juliol, 1981     |         |      | La Louviere |
| 15     |             | Tim Reigel           |                        |         |      |             |
| 16     | Davanter    | Thomas Chatelle      | 31 de març, 1981       |         |      | K.R.C. Genk |
| 17     |             | Peter Delorge        |                        |         |      |             |
| 18     |             | Gonzague Van Dooren  |                        |         |      |             |
| 19     |             | Grégory Dufer        |                        |         |      |             |
| 20     | Migcampista | Koen Daerden         | 8 de març, 1982        |         |      | K.R.C. Genk |
| 21     | Davanter    | Stein Huysegems      | 16 de juny, 1982       |         |      | Lierse SK   |
| 22     | Porter      | Cliff Mardulier      |                        |         |      |             |

### França
Seleccionador: Raymond Domenech
| Dorsal | Posició     | Jugador             | Data de naixement/edat | Partits | Gols | Club                   |
| ------ | ----------- | ------------------- | ---------------------- | ------- | ---- | ---------------------- |
| 1      | Porter      | Mickaël Landreau    | 14 de maig, 1979       |         |      | FC Nantes              |
| 2      | Defensa     | Anthony Réveillère  | 10 de novembre, 1979   |         |      | Stade Rennais          |
| 3      | Defensa     | Julien Escudé       | 17 d'agost, 1979       |         |      | Stade Rennais          |
| 4      | Defensa     | Jean-Alain Boumsong | 14 de desembre, 1979   |         |      | AJ Auxerre             |
| 5      | Migcampista | Mathieu Berson      | 23 de febrer, 1980     |         |      | FC Nantes              |
| 6      | Defensa     | Jérémie Bréchet     | 14 d'agost, 1979       |         |      | Olympique Lyonnais     |
| 7      | Migcampista | Olivier Sorlin      | 9 d'abril, 1979        |         |      | Montpellier HSC        |
| 8      | Migcampista | Julien Sable        | 11 de setembre, 1980   |         |      | AS Saint-Etienne       |
| 9      | Davanter    | Sidney Govou        | 27 de juliol, 1979     |         |      | Olympique Lyonnais     |
| 10     | Migcampista | Steed Malbranque    | 6 de gener, 1980       |         |      | Fulham FC              |
| 11     | Davanter    | Péguy Luyindula     | 25 de maig, 1979       |         |      | Olympique Lyonnais     |
| 12     | Defensa     | Sylvain Armand      | 1 d'agost, 1980        |         |      | FC Nantes              |
| 13     | Davanter    | Pierre-Alain Frau   | 15 d'abril, 1980       |         |      | FC Sochaux             |
| 14     | Defensa     | Matthieu Delpierre  | 26 d'abril, 1981       |         |      | Lille OSC              |
| 15     | Defensa     | Philippe Mexès      | 30 de març, 1982       |         |      | AJ Auxerre             |
| 16     | Porter      | Damien Gregorini    | 2 de març, 1979        |         |      | Olympique de Marseille |
| 17     | Defensa     | David Di Tommaso    | 6 d'octubre, 1979      |         |      | CS Sedan               |
| 18     | Migcampista | Benoît Pedretti     | 12 de novembre, 1980   |         |      | FC Sochaux             |
| 19     | Migcampista | Camel Meriem        | 18 d'octubre, 1979     |         |      | FC Sochaux             |
| 20     | Migcampista | Lionel Mathis       | 4 d'octubre, 1981      |         |      | AJ Auxerre             |
| 21     | Davanter    | Cyril Chapuis       | 21 de març, 1979       |         |      | Olympique de Marseille |
| 22     | Porter      | Rémy Vercoutre      | 26 de juny, 1980       |         |      | Montpellier HSC        |

### Grècia
Seleccionador: Andreas Michalopoulos
| Dorsal | Posició     | Jugador                  | Data de naixement/edat | Partits | Gols | Club             |
| ------ | ----------- | ------------------------ | ---------------------- | ------- | ---- | ---------------- |
| 1      | Porter      | Stefanos Kotsolis        | 6 de maig, 1979        |         |      | AEL 1964         |
| 2      | Migcampista | Khristos Patsatzoglu     | 19 de març, 1979       |         |      | Olympiacos       |
| 3      | Defensa     | Konstantinos Loumpoutis  | 10 de juny, 1979       |         |      | Aris FC          |
| 4      | Migcampista | Konstantinos Katsouranis | 21 de juny, 1979       |         |      | Panachaiki       |
| 5      | Defensa     | Efstathios Tavlaridis    | 25 de gener, 1980      |         |      | Arsenal F.C.     |
| 6      | Defensa     | Sotiris Kirgiakos        | 23 de juliol, 1979     |         |      | Panathinaikos FC |
| 7      | Davanter    | Giannis Amanatidis       | 3 de desembre, 1981    |         |      | Greuther Fürth   |
| 8      | Defensa     | Giurkas Sitaridis        | 4 de juny, 1981        |         |      | Panathinaikos FC |
| 9      | Davanter    | Dimitris Papadópulos     | 20 d'octubre, 1981     |         |      | Burnley F.C.     |
| 10     |             | Georgios Theodoridis     |                        |         |      |                  |
| 11     |             | Georgios Kazantzis       |                        |         |      |                  |
| 12     | Porter      | Ioannis Liourdis         |                        |         |      |                  |
| 13     |             | Vangelis Nastos          |                        |         |      |                  |
| 14     |             | Giorgos Kyriazis         |                        |         |      |                  |
| 15     | Davanter    | Ànguelos Kharisteas      | 9 de febrer, 1980      |         |      | Aris FC          |
| 16     | Porter      | Nikolaos Anastasopoulos  |                        |         |      |                  |
| 17     |             | Xenofon Gitas            |                        |         |      |                  |
| 18     |             | Dimitris Salpinguidis    | 10 d'agost, 1981       |         |      | PAOK FC          |
| 19     |             | Minas Pitsos             |                        |         |      |                  |
| 20     |             | Anastasios Agritis       |                        |         |      |                  |
| 21     |             | Lampros Vangelis         |                        |         |      |                  |
| 22     |             | Spyridon Vallas          |                        |         |      |                  |